# Кемулариа-Натадзе, Любовь Манучаровна
Любовь Манучаровна Кемулариа-Натадзе (Кемулария-Натадзе, Кемулярия-Натадзе; 1891—1985) — грузинский и советский ботаник, систематик, доктор биологических наук, профессор, заслуженный деятель науки Грузинской ССР, старший научный сотрудник Института ботаники Академии наук Грузинской ССР.

## Биография
В 1916 году закончила естественный факультет Тифлисских высших женских курсов, в 1925—1926 годах прослушала лекции на последнем курсе биологического отделения педагогического факультета Государственного университета Грузии.
В 1911 году начала работать в Тифлисском ботаническом саду в качестве стажера, с 1913 года — помощник учёного хранителя Гербария, а в 1918—1933 годах — заведующий Гербарием.
С 1919 по 1952 год преподавала курс ботаники в различных высших учебных заведениях г. Тбилиси: с 1926 года в должности ассистента кафедры ботаники Сельскохозяйственного института Грузии, затем в должности доцента там же, в дальнейшем до 1952 года работала в Тбилисском педагогическом институте им. А. С. Пушкина.
В 1933 году перешла в Тбилисский ботанический институт (Институт ботаники Академии наук Грузинской ССР) на должность старшего научного сотрудника отдела систематики и географии растений, с 1980 года и до последних дней жизни — научный консультант.
В 1941 году защитила кандидатскую диссертацию на тему «К систематике кавказских представителей рода Aster» (научный руководитель Дмитрий Иванович Сосновский), а в 1965 году защитила докторскую диссертацию на тему «Порядок Ranales на Кавказе и его таксономия».
Автор обработок первого и второго издания «Флоры Грузии», а также ряда изданий: «Флора Абхазии», «Флора окрестностей Тбилиси», «Флора Азербайджана», «Флора Кавказа» (второе издание). Она открыла и описала 80 новых для науки видов, внутриродовых и внутривидовых таксонов.

## Избранные труды
Любовь Манучаровна является автором и соавтором более 100 работ, некоторые из них:
- Кемулариа-Натадзе Л. М. Раналиевые на Кавказе и их таксономия. — Тбилиси : Мецниереба, 1966. — 282 с.
- Кемулариа-Натадзе Л. М. Сем. Paeoniaceae, Actaeaceae, Helleboraceae, Ranunculaceae, Nymphaeaceae, Ceratophyllaceae, Berberidaceae, Lauraceae // Флора Грузии :  [груз.]. — 2-е изд. — Тбилиси : Мецниереба, 1973. — Т. 2. — С. 7—176. — 210 с.
- Кемулариа-Натадзе Л. М. Сем. Juglandaceae, Corylaceae // Флора Грузии :  [груз.]. — 2-е изд. — Тбилиси : Мецниереба, 1975. — Т. 3. — С. 9—12, 28—40. — 278 с.
- Кемулариа-Натадзе Л. М. Сем. Polygalaceae, Hypericaceae // Флора Грузии :  [груз.]. — 2-е изд. — Тбилиси : Мецниереба, 1983. — Т. 8. — С. 121—125, 311—335. — 377 с. (Сем. Polygalaceae совместно с М. Давлианидзе, сем. Hypericaceae совместно с Ц. Гвиниашвили).
- Кемулариа-Натадзе Л. М. Ботаническая география и флора Рача-Лечхуми (Западная Грузия). — Тбилиси : Мецниереба, 1985. — 148 с. (Совместно с Р. И. Гагнидзе).

## Таксоны растений, названные в честь Л. М. Кемулариа-Натадзе
- Kemulariella Tamamsch. (1959)
- Tragopogon sect. Kemularia Boriss. (1964)
- Asperula kemulariae Manden. (1953)
- Astragalus kemulariae Grossh. (1928) = Astragalus humifusus Willd.
- Campanula kemulariae Fomin (1937) = Campanula raddeana Trautv.
- Centaurea kemulariae Dumbadze (1951)
- Centaurea nathadzeae Sosn. (1959) = Psephellus bellus (Trautv.) Wagenitz
- Cirsium kemulariae Kharadze (1963) = Cirsium chlorocomos Sommier & Levier
- Dryopteris kemulariae Mikheladze (1963) = Dryopteris remota (Döll) Druce
- Euphorbia kemulariae Ter-Chatsch. (1963) = Euphorbia iberica Boiss.
- Euphrasia kemulariae Juz. (1955)
- Galanthus kemulariae Kuth. (1963) = Galanthus lagodechianus Kem.-Nath.
- Geranium kemulariae Kharadze (1950) = Geranium pratense L.
- Hedysarum kemulariae Sachok. & Chinth. (1963) = Hedysarum caucasicum M.Bieb.
- Hieracium kemulariae Üksip (1960) = Pilosella officinarum Vaill.
- Onobrychis kemulariae Chinth. (1955)
- Parietaria kemulariae Schchian (1942) = Parietaria elliptica K.Koch
- Polygala kemulariae Tamamsch. (1949) = Polygala makaschwilii Kem.-Nath.
- Polygala nathadzeae A.I.Kuth. (1961)
- Potentilla kemulariae Kapell. & A.I.Kuth. (1955) = Potentilla divina Albov
- Psephellus kemulariae Kharadze (1972)
- Tragopogon kemulariae Kuth. (1953)
- Veronica kemulariae A.I.Kuth. (1953) = Veronica gentianoides Vahl